# Louis Gascuel
Pour les articles homonymes, voir Gascuel.
Louis Gascuel (Alès, 23 décembre 1865 - Alès, 12 mars 1939) est un polytechnicien, ingénieur des mines (X 1885).

## Biographie
Louis Gascuel a voyagé de 1896 à 1920. Il a fait plusieurs séjours au Pérou.  
Il part le 17 août 1909 à Carocoro, Savanilla (Colombie), Guayaquil (Équateur), Arequipa (Pérou), La Paz (Bolivie). Mine à  Caracoro du 12 septembre au 29 octobre. Santiago et traversée de la cordillère en novembre, Buenos Aires le 15 novembre, retour à Marseille le 6 décembre.  
En 1910 il repart pour une mission : Jamaïque le 6 octobre, Païta au Pérou le 13,  Huancavelica du 13 novembre au 21 décembre, Marococha du 4 au 12 janvier, Lac Titicaca, Mollendo, Lima le 26 février, embarquement au Callao le 7 mars.  
En 1913, la mission Huaron : Jamaïque en mai, Païta, Callao, Lima, Huaron, Mollenda en  juillet, New York le 23 août, retour.  
de 1914 à 1920, la mission Huaron l'occupe sans précision de dates.
De ces voyages il rapporte plus de 1000 photographies sur plaque de verre datées et commentées.

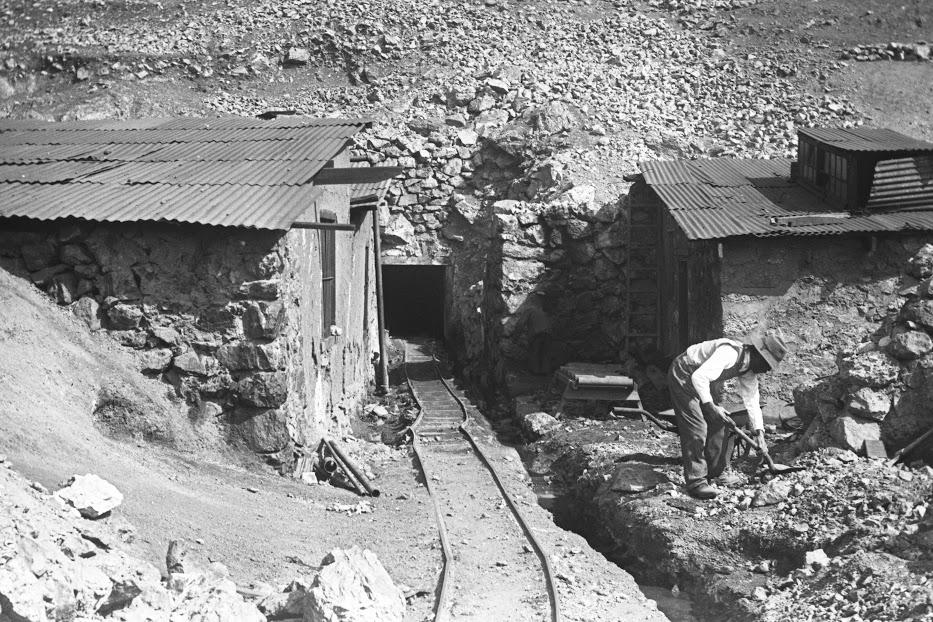
Huaron Juin 1913 entrée de la mine

Membre de la société des américanistes [1921].

## Publications
- Notes sur les champs d'or de Coolgardie - Paris, Dunod éditeur, 49 quai des grands Augustins, 1899.
- Les Gisements diamantifères de la région sud-est de l'île de Bornéo possessions hollandaises, par M. Gascuel, (1901)
- Société anonyme des étains du Hin-Boun Laos. Rapports de MM. L. Gascuel et J. S. Mac Arthur and C,
- Gisements staminifères au Laos français, par M. L. Gascuel, (1905)
- Note sur le district cuprifère de Walloroo Australie du Sud, par M. L. Gascuel, (1905)
- L'Or à Madagascar, par M. L. Gascuel, (1906)